# Курис, Леонид Моисеевич
Леонид Моисеевич Ку́рис (род. 17 августа 1944, Бухара) — художник и коллекционер экслибрисов (владелец 30-тысячной коллекции экслибрисов), участник выставок во многих странах мира.

## Биография
Леонид Моисеевич Курис родился 17 августа 1944 в Бухаре. После войны, в 1946 году, с родителями переехал в Киев.
В 1973 году окончил исторический факультет Киевского государственного университета им. Тараса Шевченко.
C 1991 года живёт в Израиле.
Работы художника экспонируются на выставках в Австрии, Англии, Бельгии, Болгарии, Венгрии, Германии, Дании, Израиле, Италии, Польше, России, США, Чехии, Швеции и других странах.
Отмечен наградами ряда выставок экслибриса и малой графики.
Работы Л. Куриса хранятся в музеях и частных коллекциях экслибриса — в частности, в Музее экслибриса в г. Синт-Никласе, Бельгия, Музее экслибриса в Москве, Музее экслибриса в Фридериксхавене, Дания; Замковом музее г. Мальборка, Польша и др., а также в многочисленных частных собраниях.

## Отзывы и критика
Яков Бердичевский: 

Он прирожденный гравер. Его с материалом — будь то дерево или пластик — кровно и органично роднят эти стружки, под которыми без всякого напряжения и даже самого малого труда обнаруживается четкий и точный штрих — говорящий элемент выполняемого фрагмента задуманной композиции. Он гравёр-мыслитель, поднимающийся порой до неожиданных и неординарных обобщений.

## Выставки

### Персональные
1. 1987 — Славно (Польша);
2. 1994 — Библиотека Тель-Авивского Университета (Израиль);
3. 1995 — Французский культурный центр в Тель-Авиве (Израиль);
4. 1997 — Гётеборг (Швеция);
5. 1997 — Фредериксхавен (Дания);
6. 2002 — Галерея экслибриса в Варшаве (Польша);
7. 2008 — Музей экслибриса Международного союза книголюбов (Москва);
8. 2013 — «Леонид Курис. Израиль. Экслибрис» Брест (Белоруссия), затем эта выставка экспонировалась в городах Пинске (Белоруссия) и Бяла-Подляска (Польша)[4];
9. 2013 — Остров Велькопольский (Польша);
10. 2015 — Кохтла-Ярве (Эстония)[2];
11. 2015 — «POLONICA» в Кракове (Польша).
12. 2019 -  Галерея экслибриса в Варшаве (Польша).

### Групповые
Участник более ста коллективных выставок, среди которых:
1. 1984 — X Международная Биеннале современного экслибриса в Мальборке (Польша).
2. 1994 — XXV Международный конгресс экслибриса в Милане (Италия).
3. 1995 — Международная выставка «Мир экслибриса» в Белграде (Сербия).
4. 1996 — XXVI Международный Конгресс экслибриса в Хрудиме (Чехия).
5. 1998 — XXVII Международный Конгресс экслибриса в Санкт-Петербурге.
6. 2000 — XXVIII Международный Конгресс экслибриса в Бостоне (США).
7. 2001 — III Триеннале экслибриса в Братиславе (Словакия).
8. 2001 — IX Международная Биеннале малой графики и экслибриса в Острове Велькопольском (Польша).
9. 2013 — Выставка IV Всероссийского Конгресса экслибриса в Вологде[5]
10. 2015 — XXV Международная Биеннале современного экслибриса в Мальборке (Польша)[6]

## Публикации
- Курис Л. «О, экслибрис!» // Альманах «Иерусалимский библиофил», вып. 1, 1999. — 265—272[7].
- Курис Л. «Международные форумы экслибристов. Записки художника и коллекционера» // Альманах «Иерусалимский библиофил», вып. 2, 2003, С. 275—280.
- Курис Л. «Мой друг Слава Дозорец» // Альманах «Иерусалимский библиофил», вып. 3, 2006. — С. 332—334.
- Курис Л. «Почему кентавр?» // Альманах «Иерусалимский библиофил», вып. 5, 2015. — С. 382—389.
- Иерусалимский клуб библиофилов: Хроника заседаний 2001—2011 гг. (№ 101—200). — Иерусалим: Филобиблон, 2013.

### Галерея

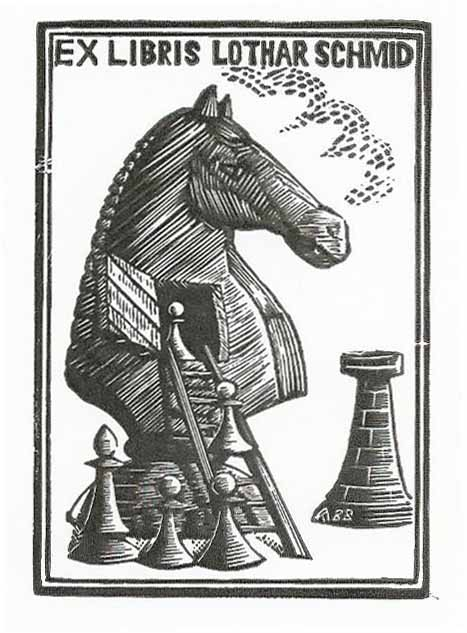
Леонид Курис. Экслибрис Лотара Шмида.Гравюра на пластике, 73 x 50,1987.
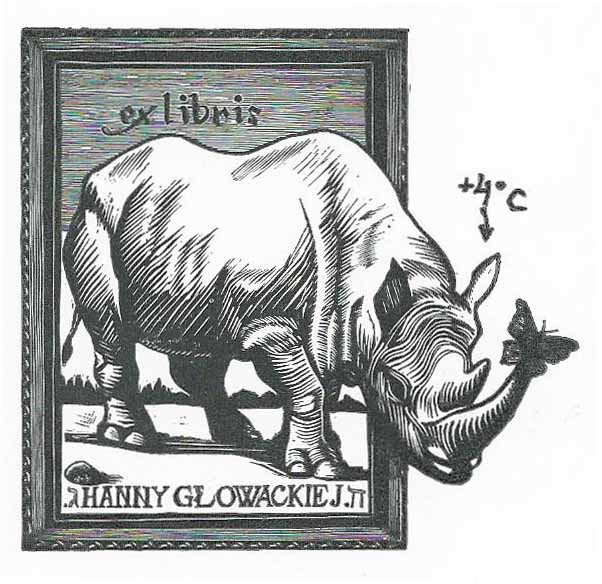
Леонид Курис. Экслибрис Ханны Гловацкой. Гравюра на пластике, 66 x 72, 2000.
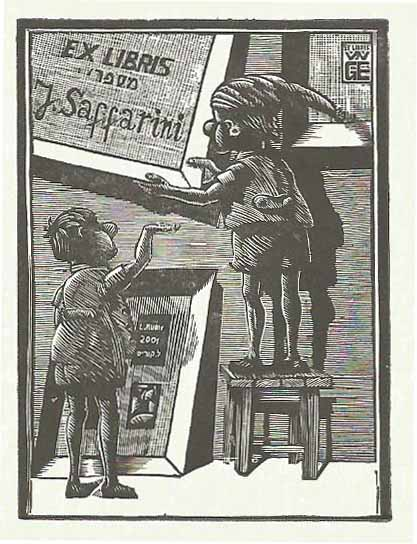
Леонид Курис. Экслибрис Янины Саффарини. Гравюра на пластике, 63 x 47, 2001.
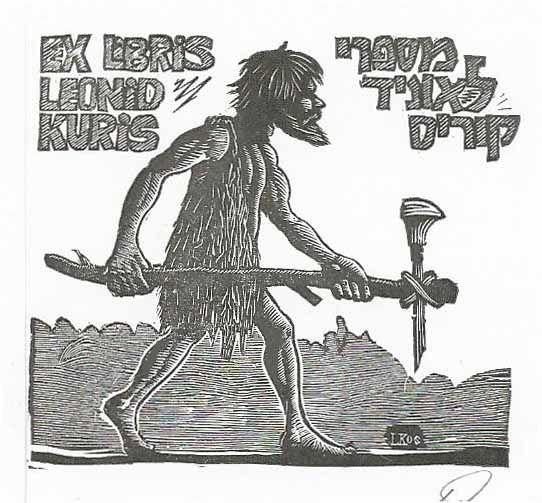
Экслибрис Леонида Куриса (ipse fecit). Гравюра на пластике, 61 x 61, 2001.
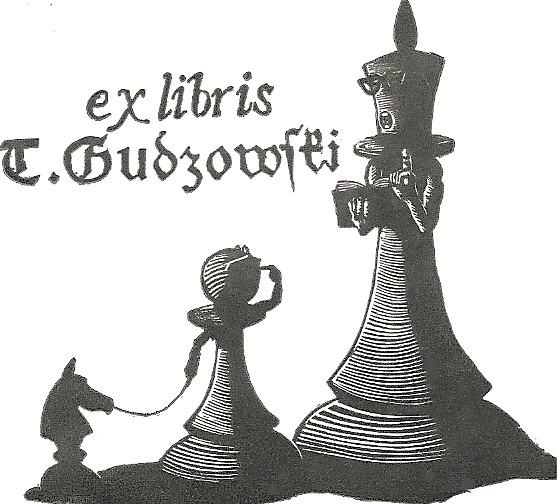
Леонид Курис. Экслибрис Тадеуша Гудзовского. Гравюра на пластике, 65 x 69, 2011.
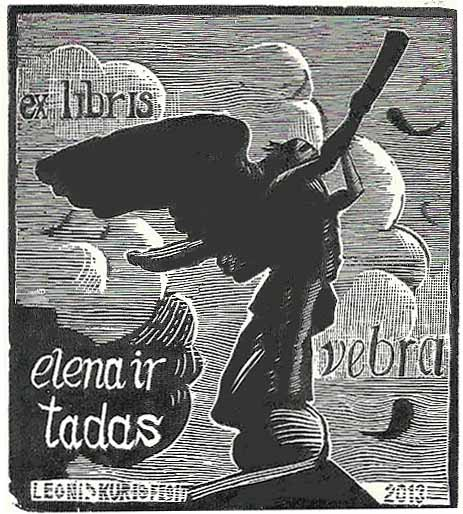
Леонид Курис. Экслибрис Эляны и Тадаса Вебра. Гравюра на дереве, 64 x 57, 2013.